# ロス・アンデス駅
ロス・アンデス駅（ロスアンデスえき、西: Estación de Los Andes）は、パナマ共和国パナマ県サン・ミゲリート地区にあるパナマ・メトロ1号線の駅である。
当駅はサン・イシドロ駅 - パン・デ・アスカル駅間のサン・ミゲリート (San Miguelito) に位置している。
2014年4月5日に当駅が開業しており、アベニーダ・トランシストミカ (Avenida Transístmica) の特にロス・アンデス (Los Andes) 付近に当駅があり、アメリア・デニス・デ・イカサ (Amelia Denis de Icaza) 地区での利用に役に立っている。